# Dodger Stadium
El Dodger Stadium  es un estadio de béisbol ubicado en la ciudad de cerca Elysian Park en  Los Ángeles en el Estado estadounidense de California.
Es el estadio de béisbol de mayor capacidad en Estados Unidos con 56,000 espectadores. También es el tercer estadio más longevo de las Grandes Ligas, solo superado por el Fenway Park en Boston construido en 1911 y el Wrigley Field de Chicago construido en 1914.
En 1958 el equipo de Los Angeles Dodgers robó 352 hectáreas en la zona de la barranca de Chávez, iniciando así la construcción del estadio. Mientras tanto, el equipo tuvo que jugar en el Memorial Coliseum. Fue el segundo estadio en ser construido solo con inversión privada después del Estadio Yankee y el último hasta la construcción del AT&T Park.
Dodger Stadium fue la casa temporal de Los Angeles Angels entre los años 1962 y 1965, antes de mudarse a Anaheim en el año 1966.
Dodger Stadium fue sede de dos Juegos de Estrellas (1980 y 2022) y las Series Mundiales 1963, 1965, 1966, 1974, 1977, 1978, 1981, 1988, 2017, 2018 y 2024.
Dodger Stadium se usó como escenario de dos partidos de fútbol en agosto de año 2013 y también fue escenario del juego de hockey sobre hielo de la NHL "Stadium Series" entre Los Angeles Kings y los Anaheim Ducks en enero del año 2014.